# 小行星21461
小行星21461（21461 Alexchernyak）是一颗绕太阳运转的小行星，为主小行星带小行星。该小行星于1998年4月21日发现。

## 轨道参数
小行星21461的轨道半长轴为2.2074665 UA，离心率为0.059。